# 東中学3年5組
『東中学3年5組』（ひがしちゅうがくさんねんごくみ）は、TBS系列で1984年10月12日から12月21日まで毎週金曜日20:00 - 20:54（JST）に放送された日本の学園ドラマ。主演は南こうせつ。
『3年B組金八先生』の姉妹編として全10話が放送された。
関東エリアで再放送があったものの、ビデオ化もDVD化もされていない。

## 概要
学校側の徹底的な管理教育に押さえつけられた生徒たちと、新任教師・平井晋作（南こうせつ）の交流を描く。
管理教育といじめが問題化した時期だったこともあり、それらの問題をテーマの中心に据えていた。生徒たちの登場シーンは、花瓶の水をいじめ対象の生徒の襟口から流し込むシーンであり、学校内の陰湿な「いじめ」を扱った学校ドラマの嚆矢といえる。
理科担当である平井の口癖は「変態」で、おたまじゃくしが蛙に変態するように、生徒も大きく成長してほしい、との主旨で利用している。このことから、番組内でのあだ名は「変態先生」または「変態」だった。番組のオープニングは生徒たちの卒業アルバムの一言コメント集を背景としており、ほとんどの生徒の「中学の思い出」は「変態（先生）が来たこと」としている。
国語担当の赤石（萩原流行）が徹底した管理教育側の教員、生徒の恐怖の対象として存在し、全編を通して平井と教育理念でぶつかり合いを見せていた。最終回の最後の場面においても、「教育とは力です。生徒をグイグイと引っ張っていく力です」と平井に言い放っており、最終的に対立は解消しないまま終了した。なお、赤石を演じた萩原は後番組の『花田春吉なんでもやります』でも中学校の教師役を演じたが、本作の赤石とは全く異なるキャラクターであった。
このドラマは、視聴者が溜飲を下げるような形で管理教育側の敗北する様を描くことや、正面からの管理教育批判は行わず、実際の教育現場の現状を描き、管理教育に対する是非の判断は視聴者に委ねる作りになっていた。
この作品をもって、『3年B組金八先生』第1シリーズから続く、中学校を舞台にしたTBSのドラマは一旦終了した。

## キャスト
教職員
- 平井晋作（理科）- 南こうせつ
- 赤石先生（国語）- 萩原流行
- 柴田先生（数学）- 角野卓造
- 野田夏子（美術）- 永光基乃
- 工藤先生（英語）- 野村昭子
- 石橋先生（体育）- 三好鉄生
- 磯貝校長 - 名川貞郎

男子生徒
- 安斉慎一郎 - 大野哲也
- 市田昭太 - 菅原和昭
- 植村等 - 江端郁己
- 岡田浩 - 宮田博康
- 川尻達郎 - 守屋二郎
- 桑沢健一 - 山住高広
- 佐藤豊 - 田中和則
- 添野英次 - 松田幸児
- 田所光男 - 小田賢太郎
- 寺川政夫 - 高橋一也
- 中野信男 - 栗田光志
- 西村省吾 - 池田進
- 原田守 - 高橋剛
- 福井昭文 - 菅原健雄
- 松永順三 - 船橋淳

女子生徒
- 青木洋子 - 清水さおり
- 井上えり子 - 西沢敦子
- 遠藤京子 - 榎田路子
- 太田亜津子 - 青田恵子
- 木野麻樹 - 渡辺千秋
- 小林由里 - 青木絵理子
- 須藤佐和子 - 神田詩織
- 多田政美 - 田沢令子
- 塚本良子 - 細井正美
- 野々村可津美 - 結城園美
- 根本康子 - 井上香
- 丸山律子 - 長谷川真由美
- 村島君枝 - 中里博美
- 盛田和代 - 塩月徳子
- 安井めぐみ - 田中ひろみ
- 横山千恵 - 藤田尚子

## スタッフ
- プロデューサー - 柳井満
- 脚本 - 横田与志（全話担当）
- 演出 - 大岡進、吉田秋生
- 音楽 - 奥慶一

## 主題歌
- 南こうせつ「ひとときの別れ」（作詞：山上路夫、作曲：南こうせつ、編曲：水谷公生）

## 放送日程
| 各回  | 放送日         | サブタイトル                   | 演出     |
| ----- | -------------- | ------------------------------ | -------- |
| 第1回 | 1984年10月12日 | ヘンタイのススメ               | 大岡進   |
| 第2回 | 1984年10月19日 | S・O・Sキミノコエガキキタイ    | 吉田秋生 |
| 第3回 | 1984年10月26日 | 一万円札が磁石にくっついた!    | 大岡進   |
| 第4回 | 1984年11月02日 | ヘンタイ適齢期                 | 吉田秋生 |
| 第5回 | 1984年11月09日 | カナシミの非常ベル             | 大岡進   |
| 第6回 | 1984年11月16日 | はみ出しクラスの大行進曲       | 吉田秋生 |
| 第7回 | 1984年11月23日 | 内申点職員室のヤミ取引         | 大岡進   |
| 第8回 | 1984年11月30日 | アア不合格発表!!イシコロの祈り | 吉田秋生 |
| 第9回 | 1984年12月21日 | サヨナラヘンタイ先生           | 大岡進   |